# Kristiern Scherembeke
Kristiern Scherembeke, Kristiern Skärbäck, var en dansk riddare, verksam i danska Estland, som gick i kung Birger Magnussons tjänst som fogde och var ansvarig för hertigarna Erik och Valdemar Magnusson när de var fångna på Nyköpingshus efter Nyköpings gästabud. Han bör inte förväxlas med Kristiern från Öland, en annan fogde vid samma tid och som troligen var besläktad med honom.
Hans fader, Kristiern Scherembeke, hade flyttat till Estland från trakten av Lüneburg och blivit vasall till danske kungen. Den danske hövitsmannen ville först inte låta sonen Kristiern överta jorden, men denne fick stöd av övriga vasaller och utverkade 1314 ett kungligt brev där hövitsmannen beordrades att låta honom ta besittning av jorden.
Enligt Erikskrönikan var han den som bar ansvaret för hertigarnas fångenskap efter Nyköpings gästabud, och även att de tilläts dö i fångenskapen. Efter detta tycks han ha återvänt till Estland. Han kan enligt Bjarne Beckman möjligen därefter ingått i en munkorden och slutat som prior vid dominikankonventet i Åbo.